# Teufelsseekanal

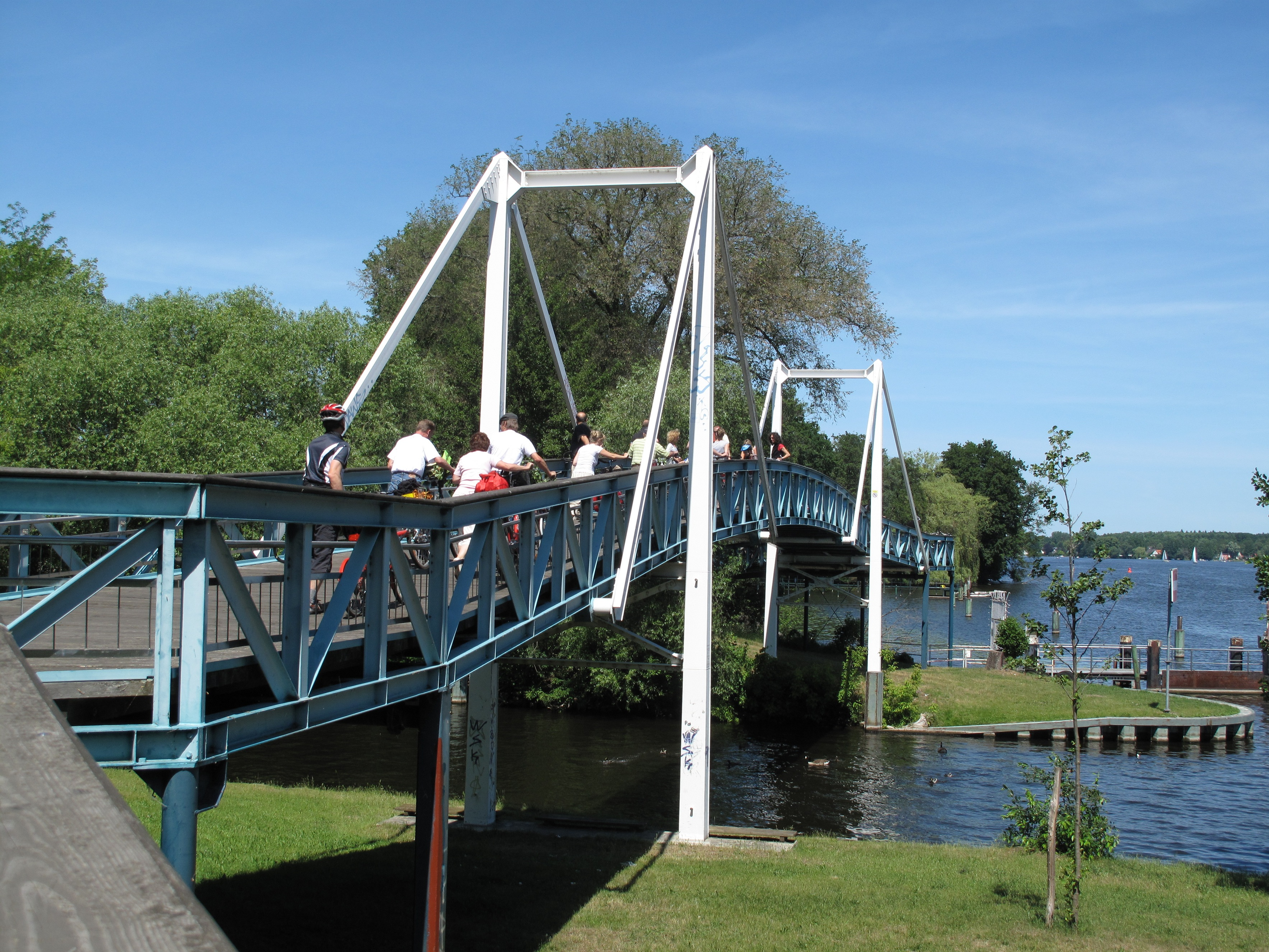
Der Teufelsseekanal im Mündungsbereich zur Havel mit dem Oberhavelsteg

Der Teufelsseekanal ist ein Stichkanal der Oberhavel in Berlin, Bezirk Spandau, Ortsteil Hakenfelde. Er zweigt an Kilometer 5,34 von der Havel-Oder-Wasserstraße (HOW) und ist seit um 2010 für den Schiffsverkehr gesperrt, gilt aber offiziell noch als „schiffbare Landeswasserstraße“. Nach Westen, im Spandauer Forst, schließt sich der Kleine Teufelssee an.
Der Teufelsseekanal wurde in den 1910er-Jahren insbesondere zur Versorgung eines neu erbauten Kraftwerkes gebaut, später entstand hier das Kraftwerk Oberhavel, das zwischen 2005 und 2009 abgerissenen wurde. Während der Deutschen Teilung befand sich hier ein Grenzübergang für den gewerblichen Güterverkehr auf der Wasserstraße und die Kontrollstelle des West-Berliner Zolls.
Der Oberhavelsteg ist eine Brücke für Fußgänger und Radfahrer, die seit 1991 an der Mündung in die Havel über den Kanal führt.

## Lage, Naturraum

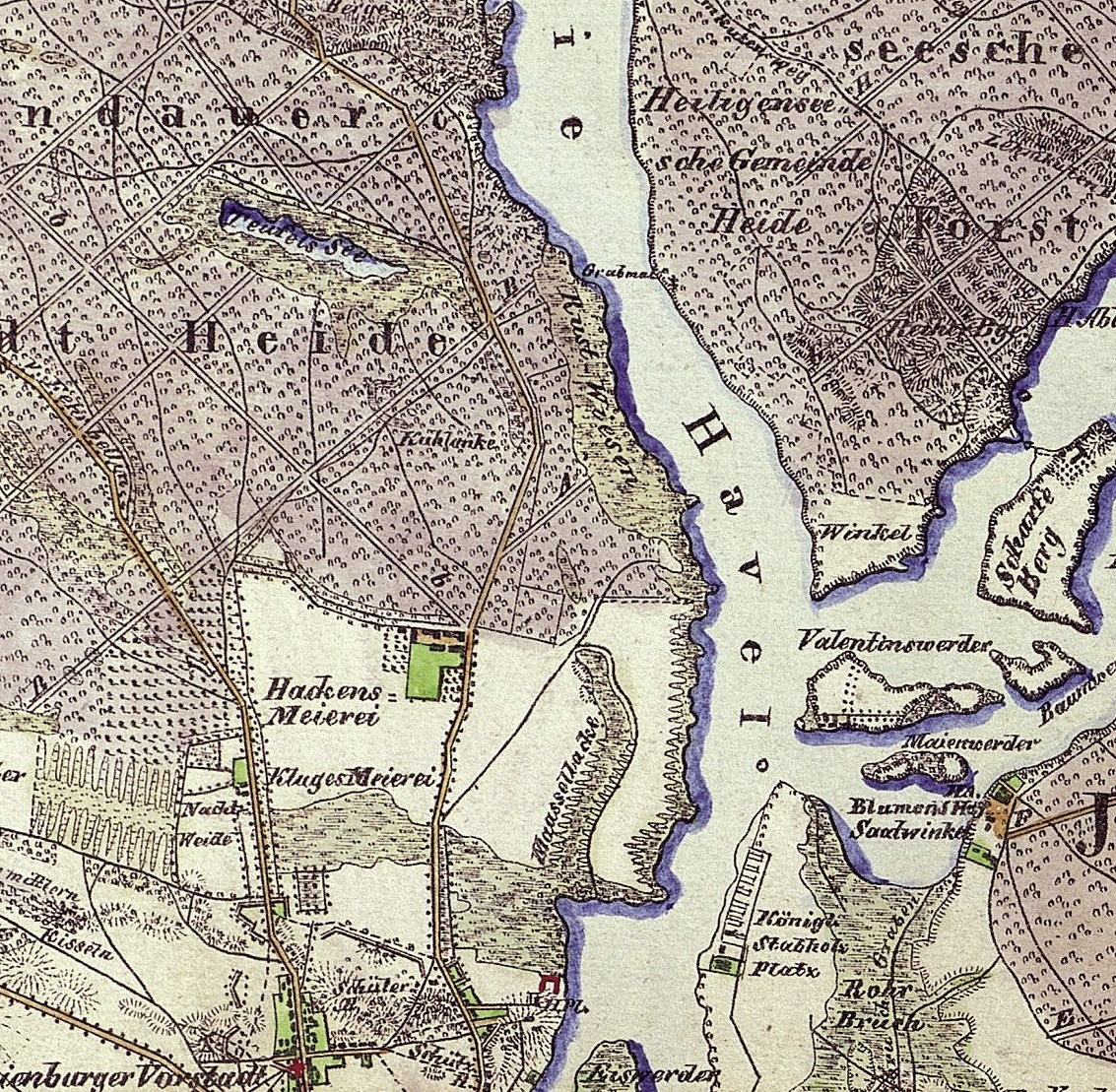
Der ehemalige Teufelssee und die Rustwiesen 1842 (oben links)

Das rund 450 Meter lange Gewässer zieht sich vom Havelufer schnurgerade nach Westen bis zur Niederneuendorfer Allee am Spandauer Forst.
Der Ostteil des Kanals wurde in den „Rustwiesen“, einem ehemaligen Sumpfgebiet an der Havel (siehe Karte) ausgehoben. Zuvor war der sogenannte „Rust“ mit großen Sandmassen, die im Aushub des 1906 begonnenen Ausbaus des Hohenzollernkanals gewonnen wurden, aufgeschüttet und trockengelegt worden. Der Rustweg, auf halber Strecke zwischen dem Teufelsseekanal und dem südlich folgenden Aalemannkanal gelegen, erinnert an die vermoorten Wiesen.

### Namensgebung
Der ehemalige Teufelssee ist auf der nebenstehenden Karte von 1842 noch eingezeichnet. Inzwischen ist er vermoort und gehört zum Naturschutzgebiet Teufelsbruch und Niedermoore. Der Name hat sich im Kanal, dem Kleinen Teufelssee und dem Teufelsbruch erhalten.

### Kleiner Teufelssee
Die Fläche, in der heute der Kleine Teufelssee liegt, wurde beim Bau der 1908 eröffneten Bötzowbahn vom Teufelssee abgetrennt. Ob in dieser Fläche damals ein kleiner See lag, ist nicht bekannt. Er kann jedenfalls nicht lange bestanden haben, denn an dieser Stelle wurde in den 1910er Jahren der Teufelsseekanal angelegt, der von der Havel nicht nur bis zum neuen Kraftwerk, sondern bis zur Bötzowbahn gebaut wurde. Es gab eine Verbindung unter der Bötzowbahn hindurch. Diese wurde von Hechten genutzt, die im aus dem Teufelssee entstehenden Moor ablaichten. Die Verbindung besteht noch heute, versandet aber immer wieder und dient als Bewässerung des aus dem Teufelssee entstandenen Moores.
Die Niederneuendorfer Allee wurde als Damm quer durch den Kanal aufgeschüttet, so dass ein etwa 200 Meter langes Kanalstück abgetrennt wurde. Dies rechteckige Gewässer wurde dadurch vom Teil eines Kanals zum See und wird heute als „Teufelssee“ bezeichnet. Seit wann genau dieser Name genutzt wird, ist nicht bekannt. Wurde aber schon in den 1930er Jahren von den Anwohnern benutzt.

## Geschichte
Der Teufelsseekanal wurde in den 1910er-Jahren zur Versorgung eines Kraftwerks angelegt.

### Kraftwerk Oberhavel
Das Städtische Kreiskraftwerk Spandau (später Kraftwerk Oberhavel) ging 1914 zur Versorgung des damals selbständigen Spandau an das Stromnetz. Bereits 1916 wurde es erweitert, da der Erste Weltkrieg eine deutliche Verlagerung von der Versorgung mit Gas hin zum Gebrauch der Elektrizität mit sich brachte, die insbesondere mit Kohle erzeugt wurde. In den Kriegsnotjahren rüsteten vor allem die Industriebetriebe auf die Stromversorgung um. Durch die Bildung von Groß-Berlin 1920 kam es zu Berlin.
Das Kraftwerk lag auf der Nordseite des Kanals und wurde mit Binnenschiffen vor allem mit Kohle und Öl versorgt. Parallel zum Kanal und zum Kleinen Teufelssee verläuft ein inzwischen stillgelegtes Anschlussgleis zur Bötzowbahn, das gleichfalls und ausschließlich zur Brennstoffversorgung des Kraftwerks genutzt wurde. Die Gleise führten nach Hennigsdorf und zum Güterbahnhof Berlin-Spandau Johannesstift, der heute (Stand 2011) von der Havelländischen Eisenbahn als zentraler Bahnhof und Verwaltungssitz genutzt wird. Die von 1923 bis 1945 auf der Bötzowbahn von Spandau nach Hennigsdorf verkehrende Straßenbahnlinie 120 hatte eine Haltestelle „Kraftwerk“. 1924 wurde das „Umspannwerk Teufelsbruch“ an der Straße erbaut, das inzwischen unter Denkmalschutz steht und mit 1995 erneuerter Technik heute als Teil der 380-kV-Diagonale Berlin in Betrieb ist.

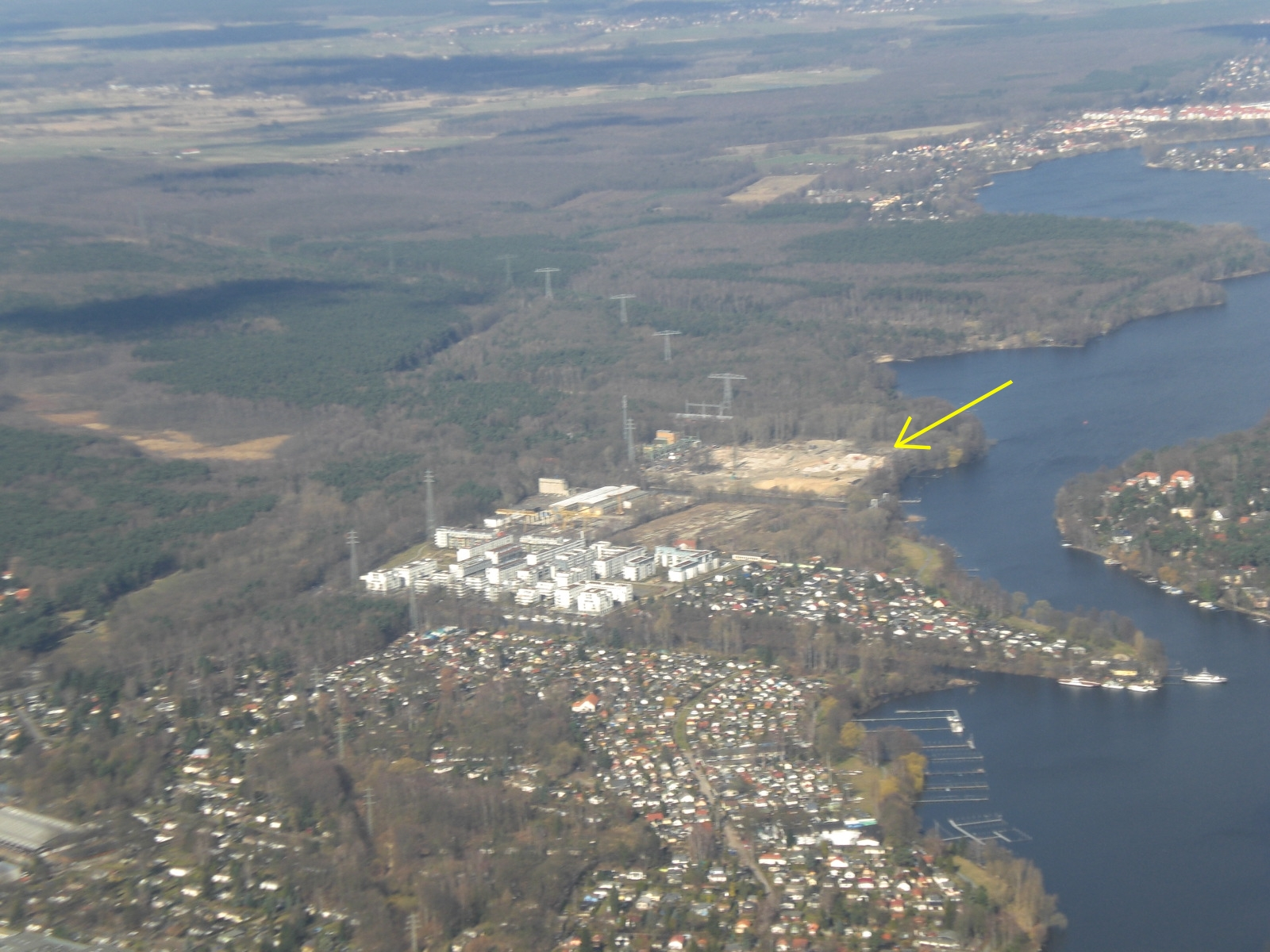
Abriss des Kraftwerks, Zustand 2008

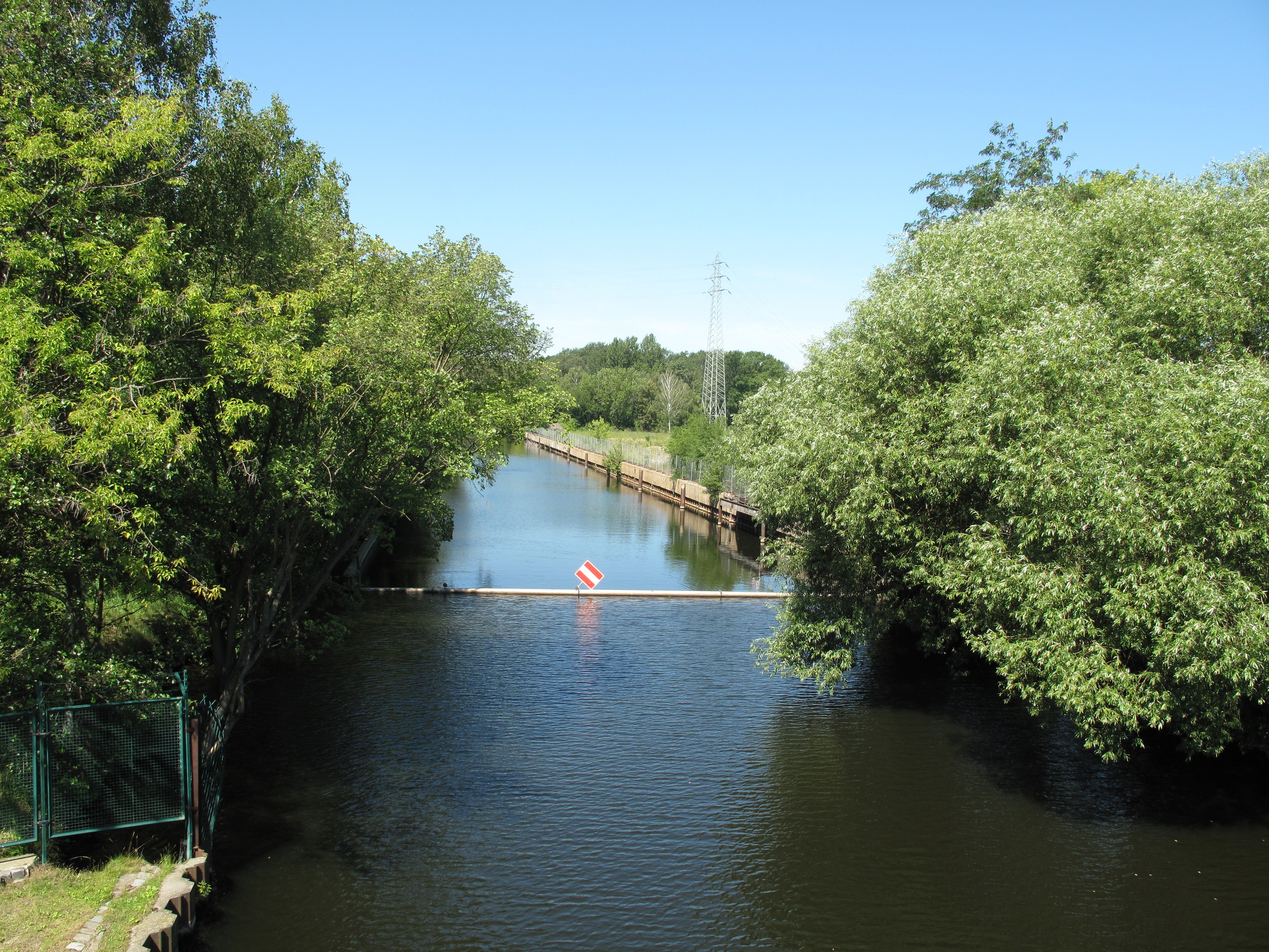
Der Kanal und das ehemalige Kraftwerksgelände (rechts) 2011

In den Anfangsjahren des Kraftwerks führten Lärmbelästigungen durch die Kohleförderung aus dem Kran und aus den Kühlluft-Generatoren zu Beschwerden von Anwohnern aus Hakenfelde, aber auch aus Heiligensee und Tegelort. Der Lärmpegel wurde daraufhin deutlich reduziert. 1929 übernahm die BEWAG die Betriebsführung. Im Zweiten Weltkrieg schwer beschädigt, danach demontiert und wieder neu aufgebaut, wurde es gemeinsam mit dem Heizkraftwerk Reuter (ehemaliges „Kraftwerk West“) zum Hauptträger der West-Berliner Energieversorgung. 1959 wurde es erheblich ausgebaut, der neue Schornstein war 120 Meter hoch. 1976 verhinderten Bürgerinitiativen zunächst den weiteren Ausbau des Kraftwerks Oberhavel und danach dessen Verlegung in den Spandauer Forst am Oberjägerweg. 50.000 Bäume hätten hierfür gerodet werden müssen, was das Oberverwaltungsgericht schließlich untersagte. Stattdessen wurde das Heizkraftwerk Reuter West im Spandauer Industriegebiet an der Spree gebaut.
Nach dem Fall der Mauer im Jahr 1989 verlor das Kraftwerk Oberhavel an Bedeutung und im Februar 2002 wurde der Betrieb eingestellt. Zwischen 2005 und 2009 wurde das Werk abgerissen, der Schornstein 2007 gesprengt. Das Grundstück wurde vom Betreiber Vattenfall an einen Investor veräußert. Inzwischen wurde auf dem ehemaligen Kraftwerksgelände neue Straßen angelegt (Tongaweg, Pembabogen, Seychellenring, Tasmanienweg und Tahitiweg), die eine 2021 erbaute Wohnsiedlung erschließen.

### Südseite des Kanals
Auf der Südseite des Kanals lag das Gelände des ehemaligen Betonwerks Engel und Leonhard, das inzwischen ebenfalls abgerissen ist. Auf der Fläche steht (Stand 2022) ein Supermarkt sowie eine Reihenhaussiedlung, weitere Reihenhäuser sind im Bau.

### Kontrollstelle des West-Berliner Zolls
Bis zur Abzweigung des Havelkanals bei Kilometer 10,40 war die Oder-Havel-Wasserstraße während der Deutschen Teilung in zwei Hälften geteilt. Hier befand sich der Grenzübergang Teufelsseekanal/Hennigsdorf, einer der Berliner Grenzübergänge an den Wasserstraßen. Während die Kontrollstation der DDR stromaufwärts bei Hennigsdorf lag, befand sich die Kontrollstelle des West-Berliner Zolls, für die DDR-Behörde nicht einsehbar, am Teufelsseekanal. Der Übergang diente nur dem Wechselverkehr und Transitverkehr nach Polen, nicht in die Bundesrepublik Deutschland. Zugelassen war er lediglich für den gewerblichen Güterverkehr. Sportboote mussten auf Binnenschiffe verladen werden oder im Schlepp die Strecke passieren. Unter den abgefertigten Schiffen waren viele polnische Schiffe mit Kohle, Schrott und Schotter. Das Verkehrsaufkommen war gering. 1964 wurden auf DDR-Seite 6093 Schiffe abgefertigt; 1988 waren es 6344. Die DDR-Grenze war durch eine Schwimmsperre gesichert, die in jeweils 27 Sekunden für jedes Schiff einzeln geöffnet und geschlossen wurde. An die Berliner Mauer erinnert nur noch der Grenzturm des Grenzregiments 38 „Clara Zetkin“ an der Dorfstraße direkt am Ufer in Nieder Neuendorf.

### Warmes Wasser mit Rekordfischen

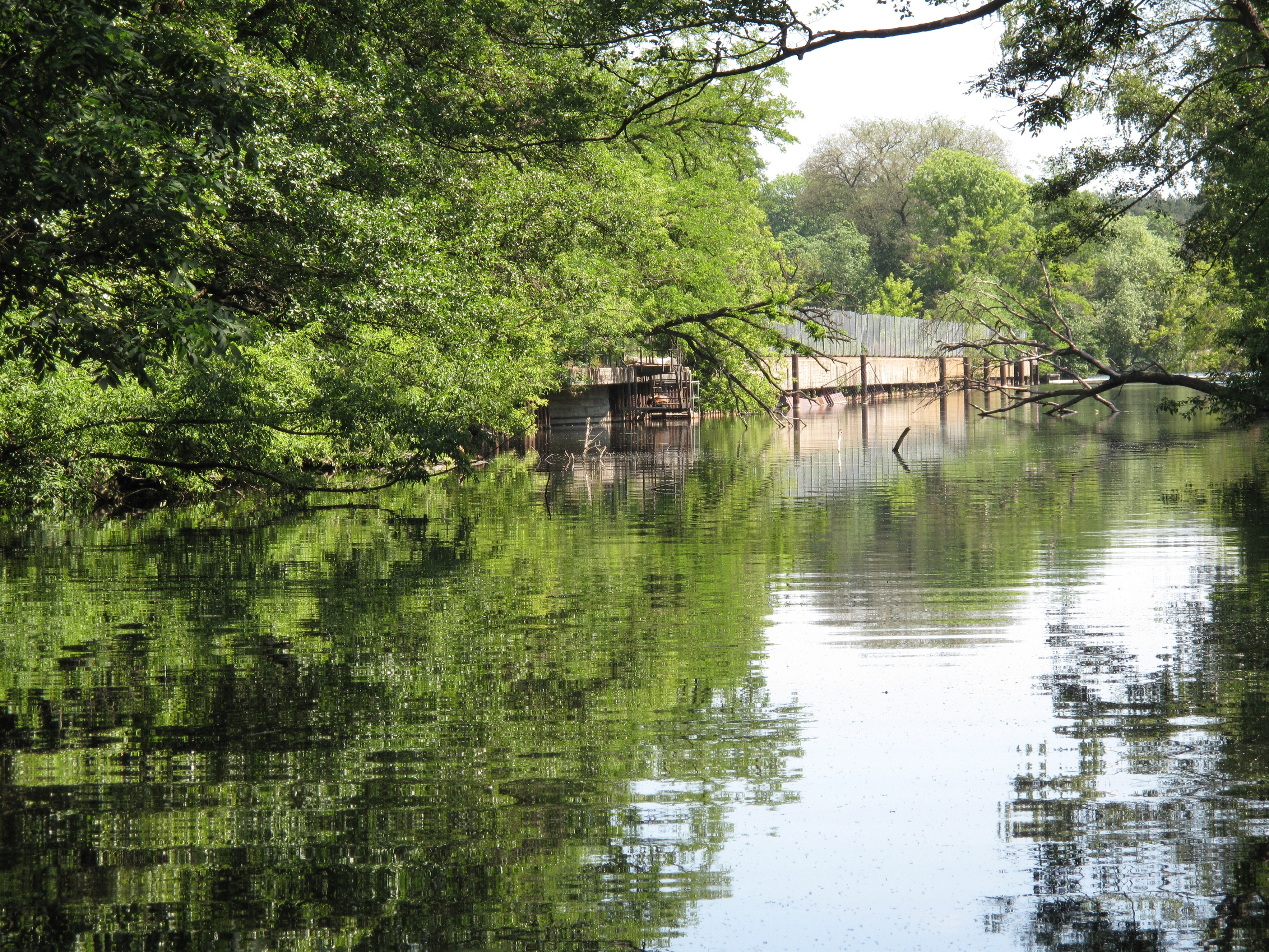
Der Kanal im Jahr 2011

Die Wasserzufuhr durch das Kraftwerk Oberhavel sorgte im Teufelsseekanal für unnatürlich warmes Wasser. Die aus der Erwärmung resultierende Zunahme von Nährstoffen führte in der Betriebszeit des Werks über das Nahrungsnetz zu einem überdurchschnittlich großen Fischreichtum. Neben den haveldominierenden Weißfischen Blei und Güster wurden dort jährlich riesige Welse und Karpfen mit einem Gewicht von über 20 kg gefangen. Rekordfang der 1990er-Jahre war ein 1,64 m langer Wels mit 31 kg. Entsprechend war der Kanal eines der bevorzugtesten Berliner Angelgewässer. Bei der Ausgabe der Angelkarten für die bevorstehende Saison kam es im Fischereiamt wegen des Teufelsseekanals zu langen Warteschlangen. Der Berliner Tagesspiegel berichtete:

„Schon um fünf Uhr früh standen die ersten Besucher vor der Tür des Fischereiamtes an, um sich eine Angelkarte für das Jahr 1982 zu holen. Der Ansturm galt vor allem den Angelgenehmigungen für den Teufelsseekanal. […] Insgesamt wurden gestern 600 Angelkarten ausgegeben; 2000 schriftliche Bestellungen lagen noch vor.“

Inzwischen erreichen die Fische bei weitem nicht mehr die Gewichte der Zeit, als der Kanal bei Anglern als das „Mekka der Karpfenszene“ galt.

### Der Kanal seit 2010
Die Baustellen und Brachen an beiden Ufern wurden jahrelang abgesperrt, sodass der Teufelsseekanal nur in seinem Mündungsbereich zur Havel und an seinem Westende an der Niederneuendorfer Allee öffentlich zugänglich war.
Inzwischen wurden nördlich und südlich des Kanals neue Wohnhäuser gebaut, die Flächen direkt am Kanal waren Ende 2021 noch Brachfläche. Von seiner industriellen Zeit zeugen noch der Schiffsanleger des Kraftwerks die Bahngleise, die die Niederneuendorfer Allee sichtbar kreuzen und links und rechts von der Niederneuendorfer Allee direkt am Kanal die zwei Angestellten-Wohnhäuser zugehörig zum alten Kraftwerk.

## Oberhavelsteg

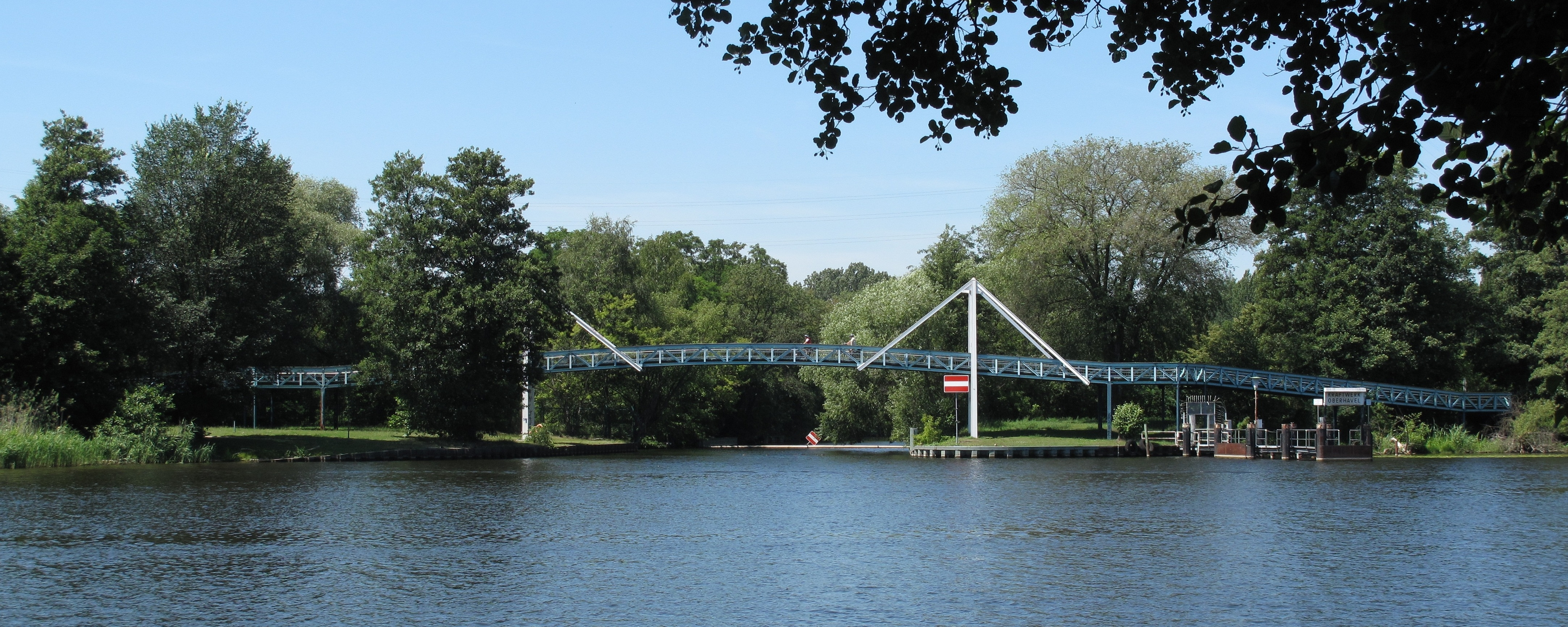
Blick von Tegelort auf den Oberhavelsteg und auf die Kanalmündung

Kurz vor der Mündung in die Havel führt der Oberhavelsteg über den Kanal. Die 1991 fertiggestellte Zügelgurtbrücke hat eine Länge von rund 125 Metern und ist an zwei H-Pylonen eingehängt. Das stählerne Bauwerk ist barrierefrei und verfügt über großzügige Rampen.
Die Fuß und Radwegbrücke ist Teil des Radfernwegs Berlin–Kopenhagen, des Havelradwegs und des Havelseenwegs, siehe auch Nordhafen Spandau#Einbindung in das Berliner Wegenetz.
Nach Norden schließen die Bürgerablage und die ehemalige Exklave Erlengrund an, nach Süden der Aalemannkanal mit der Aalemannkanalbrücke und der Nordhafen Spandau.

## Der Kanal in der Literatur
Der Kinderbuchautor Joachim Masannek – Verfasser der verfilmten Wilden Fußballkerle – machte den Teufelsseekanal zum Ausgangspunkt seiner „Wildernacht“-Romane. In Wildernacht (Band 1) lässt er die Hauptperson, den 13-jährigen Charly, im Sommer 2006 beim Piratenspielen auf dem Teufelsseekanal eine Metallkiste mit sechs Tagebüchern finden, in denen der fiktive Schriftsteller Michael Klondeik niederschrieb, wie die Welt vor den Mächten der Dunkelheit gerettet werden kann. Im Prolog Das Ende der Welt, einem den Kladden beigelegten Brief, fleht Klondike den Finder der Schatzkiste an:

„Deshalb betrüge ich jetzt auch den Teufel. Ich verbrenne die Kladden nicht, wie er es verlangt. Nein, ich stecke die Tagebücher in diese Kiste und versenke sie hier im Kanal, im Teufelsseekanal nahe der Brücke. Und bevor Sie mich verurteilen, bevor Sie mich für verrückt halten und den Brief zusammen mit diesen alten, fleckigen Kladden auf den Müll werfen wollen, bevor Sie das tun, geben Sie mir bitte noch eine Chance. Lesen Sie weiter. Versuchen Sie zu verstehen und retten Sie sich und unsere Welt. Beim Atem des Drachen, ich flehe Sie an!“

Drei Jahre lang geht der konsolensüchtige Charly nicht mehr zur Schule und spielt die Tagebücher als Computerspiel nach, bevor er erkennt, dass die Tagebücher real sind und das Böse in der Wirklichkeit um ihn herum bereits mächtiger ist, als er sich vorstellen kann. Auch im weiteren Verlauf der Geschichte werden der Teufelsseekanal und die ehemaligen Hallen der Industriebrachen mehrfach zum Schauplatz der Handlung.